# Грузино-таджикистанские отношения
Грузино-таджикистанские отношения — двусторонние отношения между Республикой Грузия и Республикой Таджикистан. Установлены 4 августа 1994 года. До 1991 года обе страны входили в состав Советского Союза. Сегодня они состоят во Всемирной торговой организации, Организации по безопасности и сотрудничеству в Европе, а также являются полноправными членами Организации Объединённых Наций.

## Сравнительные характеристики
|                      | Грузия                                               | Таджикистан                                          |
| -------------------- | ---------------------------------------------------- | ---------------------------------------------------- |
| Население            | 3 802 553                                            | 8 439 700                                            |
| Территория           | 69 789 км²                                           | 143 000 км²                                          |
| Плотность населения  | 55 чел./км²                                          | 57,2 чел./км²                                        |
| Столица              | Тбилиси                                              | Душанбе                                              |
| Крупнейшие города    | Тбилиси, Кутаиси, Батуми, Рустави, Зугдиди, Гори     | Душанбе, Худжанд, Куляб, Курган-Тюбе                 |
| Форма правления      | Парламентская республика                             | Президентская республика                             |
| Государственный язык | Грузинский                                           | Таджикский                                           |
| Основная религия     | Христианство                                         | Ислам (суннитского толка)                            |
| ВВП (ППС)            | 34,209 млрд долларов США (7 139 $ на душу населения) | 17,555 млрд долларов США (2 247 $ на душу населения) |
| ВВП (номинал)        | 16,535 млрд долларов США (4 286 $ на душу населения) | 8,572 млрд долларов США (1 041 $ на душу населения)  |
| Валюта               | лари                                                 | сомони                                               |

## История
Считается, что со времени своего установления отношения строились по стереотипу, характерному для отношений между постсоветскими государствами.
Ряд направлений сотрудничества, от экономики до культуры и науки, является выгодным для обеих сторон.
В мае 2003 года в столице Узбекистана Ташкенте состоялась встреча лидера Таджикистана Эмомали Рахмона со вторым президентом Грузии Эдуардом Шеварднадзе. В ходе встречи главы государств выразили желание развивать сотрудничество в различных сферах.
Договорно-правовая база отношений состоит из нескольких документов — Протокола об установлении дипломатических отношений, подписанного 4 августа 1994 года, и двух межведомственных соглашений. Стороны рассматривают проекты свыше десяти документов.
Немаловажным событием в истории отношений было открытие посольства Грузии в Таджикистане с резиденцией в Ташкенте в 1999 году. Первым послом Грузии в РТ стал Гиви Абдушелишвили. 27 октября 2005 года Чрезвычайный и Полномочный Посол Грузии Давид Залкалиани вручил главе Республики Таджикистан верительные грамоты.

## Экономическое сотрудничество
Грузия и Таджикистан сотрудничают в рамках программы ТРАСЕКА («Новый шёлковый путь»), направленной на развитие транспортного коридора Европа-Кавказ-Азия. Грузия поставляет в Таджикистан продукты питания, лекарства и мебель. В 2005 году товарооборот между странами составил 1.4 млн долларов США. За 7 месяцев 2006 года внешнеторговый оборот двух стран составил 4,9 млн долларов, что в пять раз больше аналогичного периода 2005 года.